# Kung Ako'y Iiwan Mo
Kung Ako'y Iiwan Mo é uma telenovela filipina exibida em 2012 pela ABS-CBN. Foi protagonizada por Shaina Magdayao e Jake Cuenca com atuação antagônica de Bangs Garcia.

## Elenco
- Shaina Magdayao - Sarah Trinidad-Raymundo
- Jake Cuenca - Paulino "Paul" Raymundo
- Bangs Garcia - Mia Pedroso
- Ron Morales - Rino De Dios
- Sandy Andolong - Belen Trinidad
- Gloria Diaz[3] - Elvie Raymundo
- Maria Isabel Lopez - Sonia Pedroso
- Dick Israel - Arturo "Atoy" Pedroso
- Liza Soberano - Claire Raymundo
- Aaron Junatas - Rap Raymundo
- Nikki Valdez - Joy
- Jojit Lorenzo - George
- Ronnie Lazaro - Cito
- Dianne Medina - Sandra
- Alyanna Angeles - Faith Raymundo
- Jillian Aguila - Macy Raymundo
- Joross Gamboa - Edward Santiago
- Dexie Daulat - Samantha "Sam" Santiago